# کریستین گریفیث
کریستین گریفیث (انگلیسی: Kristin Griffith؛ زادهٔ ۷ سپتامبر ۱۹۵۳) بازیگر اهل ایالات متحده آمریکا است.

## فیلم‌شناسی
- شیطان تمام‌وقت (۲۰۲۰)
- بن برگشته (۲۰۱۸)
- سرمای ژوئیه (۲۰۱۴)
- آمستردام جدید (مجموعه تلویزیونی، ۲۰۰۸)
- دیدبان سوم (مجموعه تلویزیونی، ۲۰۰۵)
- نظم و قانون: قصد جنایی (مجموعه تلویزیونی، ۲۰۰۴)
- نظم و قانون (مجموعه تلویزیونی، ۲۰۰۱)
- نظم و قانون: واحد قربانیان ویژه (مجموعه تلویزیونی، ۲۰۰۱)
- راه طولانی خانه (۱۹۹۷)
- پادشاه تپه (۱۹۹۳)
- صحنه‌های داخلی (۱۹۷۸)